# کلیسای سارگیس مقدس (نویمبریان)
کلیسای سارگیس مقدس (ارمنی: Սուրբ Սարգիս եկեղեցի) یک کلیسا متعلق به کلیسای حواری ارمنی واقع در شهر نویمبریان، استان تاووش ارمنستان می‌باشد. ساخت و ساز این ساختمان در ۱۸۴۸ میلادی؛ به پایان رسید. این بنا به سبک معماری ارمنی طراحی شده است.